# Barombi Ngatame
Barombi Ngatame (ou Ngatame) est une localité du Cameroun, située dans l'arrondissement de Bamusso, le département du Ndian et la Région du Sud-Ouest.

## Population
On y a dénombré 42 personnes en 1953, 125 en 1968-1969 et 48 en 1972, principalement des Barombi.
Lors du recensement national de 2005, Barombi Ngatame comptait 36 habitants.